# Erythrodiplax unimaculata
Erythrodiplax unimaculata là loài chuồn chuồn trong họ Libellulidae. Loài này được de Geer mô tả khoa học đầu tiên năm 1773.

## Hình ảnh

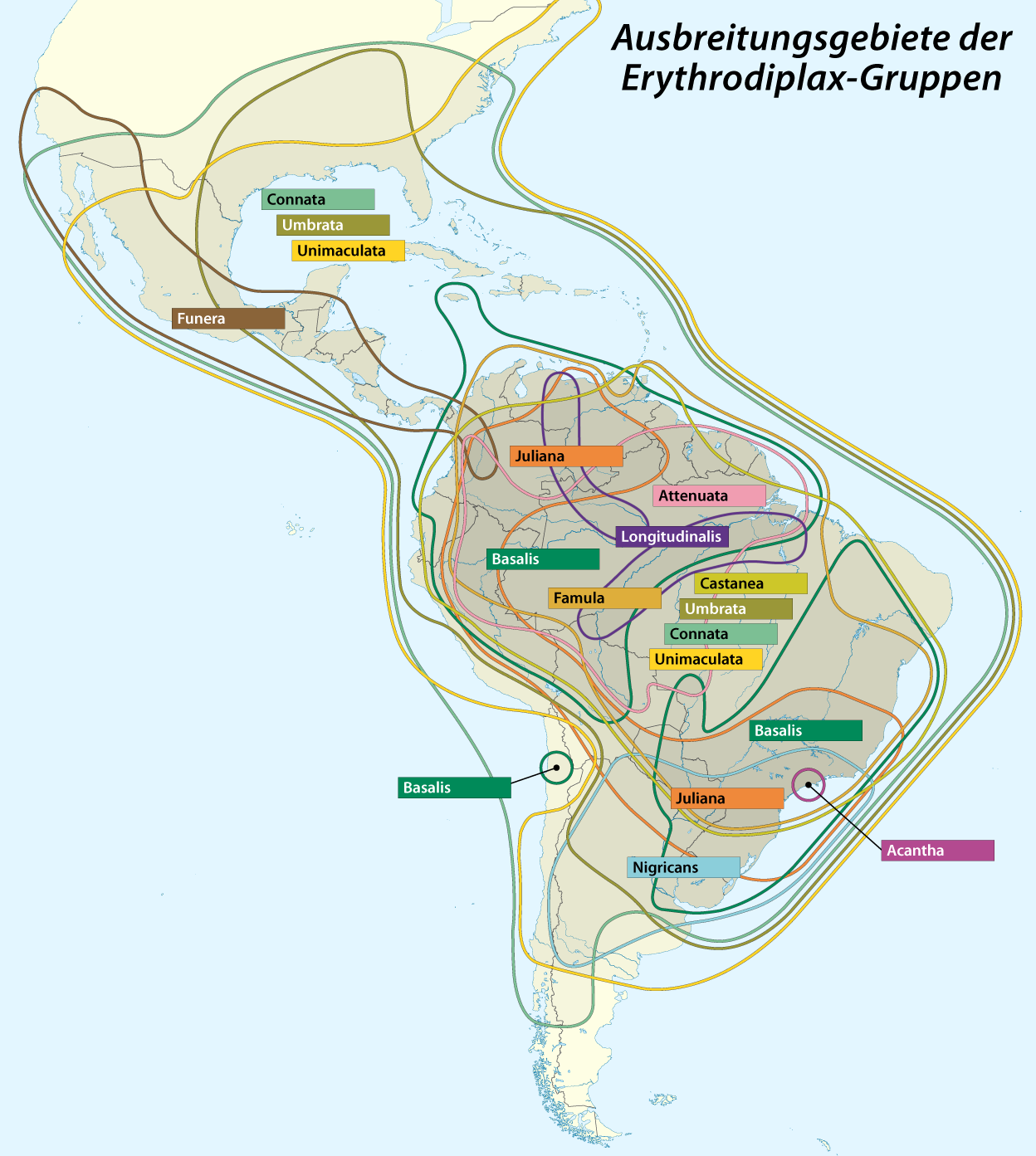